# Agrigento (by)
 For alternative betydninger, se Agrigento. (Se også artikler, som begynder med Agrigento)
 Agrigento  er hovedbyen i den italienske provins Agrigento på øen Sicilien.
Byen blev grundlagt som den græske koloni Akragas af nybyggere fra Gela omkring 582 f.Kr. og blev et vigtigt kulturelt og økonomisk center med omkring 200.000 indbyggere. Den var således en af de vigtigere byer i Magna Graecia. I 406 f.Kr. blev den plyndret af styrker fra Karthago. I 262 f.Kr. blev den inkorporeret i Romerriget og fik navnet Agrigentum. Senere blev navnet Grigent eller Girgenti, men i 1927 ændrede italienerne navnet officielt til Agrigento.
Det arkæologiske område i Agrigento  blev i 1997 udget til UNESCO verdensarvsområde.